# Любошиці-Мале
Любошиці-Мале (пол. Luboszyce Małe) — село в Польщі, у гміні Ємельно Ґуровського повіту Нижньосілезького воєводства.
Населення — 92 особи (2011).
У 1975-1998 роках село належало до Лешненського воєводства.

## Демографія
Демографічна структура станом на 31 березня 2011 року:
|          | Загалом | Допрацездатний вік | Працездатний вік | Постпрацездатний вік |
| -------- | ------- | ------------------ | ---------------- | -------------------- |
| Чоловіки | 49      | 15                 | 31               | 3                    |
| Жінки    | 43      | 5                  | 28               | 10                   |
| Разом    | 92      | 20                 | 59               | 13                   |